# داری چار قاضی‌پور
داری چار قاضی‌پور (به لاتین: Dari Char Gazipur) یک روستا در بنگلادش است که در استان باریسال و در ناحیه پیروج‌پور واقع شده است.